# Нуар-деко
Нуар-деко (от фр. noir deco — «чёрный декор») — течение в декоративном искусстве модерна, соединившее в себе традиции ар-деко и примитивного африканского искусства. Наравне с африканскими традициями в ар-деко интегрировались восточные и египетские художественные и декоративные традиции, идеи футуризма, конструктивизма.

## Зарождение
Европейское искусство с самого начала модерна активно исследовало экзотичность — так, на примитивную скульптуру ориентировался Модильяни, экзотические пейзажи и сцены были популярны в творчестве Поля Гогена и Анри Руссо (Таможенника Руссо).
Исследователи (в частности, Хэл Фостер) отмечают, что активное взаимодействие африканского искусства и европейских художественных традиций началось еще со времени появления кубизма (влияние африканских масок на скульптуру и живопись Пикассо) и распространения джазовой культуры.
Тем не менее, с начала 20-х годов XX века в искусстве и декоре появляется новый опыт восприятия африканской культуры.
Под нуар-деко исследователи предлагают понимать «эстетизированное использование приемов и мотивов племенного искусства в искусстве декоративном». Таким образом, отличительной чертой нуар-деко является своеобразный сплав африканских декоративных традиций и технологичной устремленности ар-деко («…примитивная Африка смешалась с Америкой машинного века»), приводящий к диковинному сочетанию архаики и футуристичности.

## Примеры нуар-деко в искусстве и декоре
- Фернан Леже использовал в костюмах и декорациях для балета «Сотворение мира» (1923) (созданного Мийо по мотивам легенд фанг) угловатые, геометризированные силуэты и повторяющиеся орнаменты примитивной скульптуры
- Нуар-деко оказал влияние на работы Константина Бранкузи, Жака Липшица, Жана Пруве: в них заметно тяготение к четким, геометрическим формам, напоминающим орнаменты, резкости, угловатости.
- Одним из частых приемов нуар-деко в декоративном искусстве является сочетание предметов ар-деко с примитивными орнаментами и экзотическими материалами — эбеновым деревом, крокодиловой кожей, шкурами африканских животных (например, леопарда) в украшении интерьеров; также использование бронзы и слоновой кости при создании скульптур.

Зародившись на волне интереса к африканской экзотике, нуар-деко как одно из стилевых вариаций ар-деко прекращает развиваться и использоваться к началу Второй мировой войны, эпоха постколониализма только упрочила его забвение.
Стоит обратить внимание, что несмотря на то, что в восьмидесятых годах XX века ар-деко обрел вторую волну популярности, нуар-деко такая судьба не постигла, и ныне популярный декоративный стиль «нуар» не является возвращением в декоративное искусство нуар-деко.